# 伊维尔
伊维尔（法語：Iville，法語發音：[ivil]）是法国厄尔省的一个市镇，位于该省中北部，属于埃夫勒区。

## 地理
伊维尔（49°10'38"N, 0°55'27"E）面积8.81 平方千米，位于法国诺曼底大区厄尔省，该省份为法国北部内陆省份，北起滨海塞纳省，西接奧恩省和卡爾瓦多斯省，南至厄尔-卢瓦省，东临瓦兹省、瓦兹河谷省和伊夫林省。
与伊维尔接壤的市镇（或旧市镇、城区）包括：塞斯维尔、克雷斯托、旧克罗维尔、埃佩加尔、埃克托马尔、马尔伯夫。

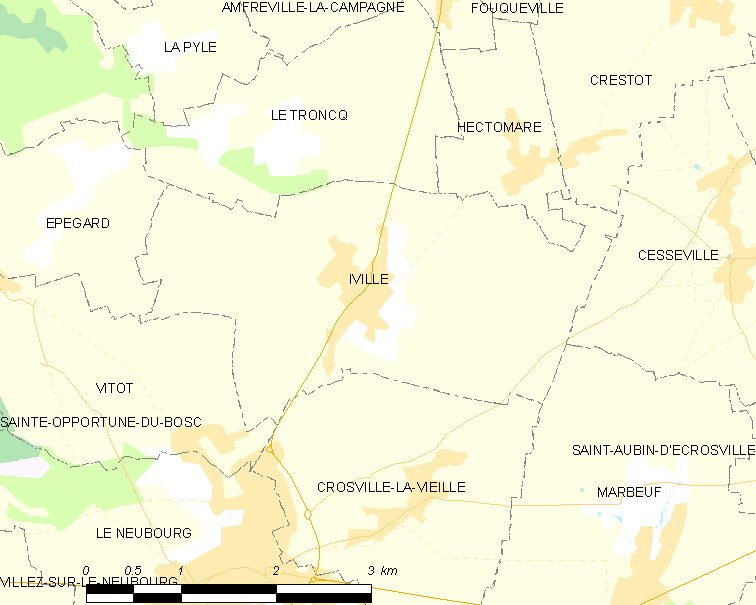
伊维尔的OSM定位图

伊维尔的时区为UTC+01:00、UTC+02:00（夏令时）。

## 行政
伊维尔的邮政编码为27110，INSEE市镇编码为27354。

## 政治
伊维尔所属的省级选区为勒讷堡县。

## 人口

1962-2008年间伊维尔人口变化图示

伊维尔于2022年1月1日时的人口数量为420人。